# Edificio Royal
Edificio Royal es una película de humor colombiana de 2013 dirigida por Iván Wild y protagonizada por Jorge Perugorría, Katherine Vélez, Laura García, Jaime Barbini y Fabio Restrepo. La cinta fue exhibida en varios eventos a nivel nacional e internacional como el Festival de Cine de Biarritz en Francia, el Festival de Nuevo Cine Latinoamericano de La Habana, el Festival de Cine de Cartagena de Indias y el Festival de Cine de Viña del Mar.

## Sinopsis
El Edificio Royal es un emblema de la década de 1980 que se rehúsa a reconocer que se encuentra en decadencia. Sus particulares inquilinos deben intentar sostener de cualquier manera su legado, pese a la cantidad de problemas que presenta como una plaga de cucarachas, un conserje con buenas intenciones pero pocas herramientas y una administradora adicta a las cartas de tarot.

## Reparto
- Jorge Perugorría - Justo
- Katherine Vélez - Margarita
- Jaime Barbini - Humberto
- Beatriz Camargo - Graciela